# Henry David Thoreau
Henry David Thoreau, född 12 juli 1817 i Concord i Massachusetts, död 6 maj 1862 i Concord i Massachusetts, var en amerikansk författare, naturvetare och filosof med anarkoprimitivistiska tendenser. Han var transcendentalist, skattemotståndare och utvecklingskritiker.
Thoreau är mest känd för boken Walden (1854), som är en reflektion över enkelt leverne i naturliga miljöer, och för essän Civil olydnad (1849) som argumenterar för individuellt motstånd mot regeringen i moralisk opposition mot en orättvis stat.
Thoreaus litterära produktion omfattar drygt 20 volymer, romaner, artiklar, essäer, poesi med mera. Bland hans sista bidrag var hans skrifter om naturhistoria och filosofi, där han förebådade ekologi och miljöhistoria, två källor för dagens ekologism. Thoreau förespråkade en återgång till naturen, och det var hans dagliga promenader i naturen som inspirerade honom till Walden. Han var också en övertygad djurvän och vegetarian.
Han var abolitionist under hela sitt liv och höll föreläsningar som attackerade USA:s dåvarande Fugitive Slave Law, medan han lovordade Wendell Phillips skrifter och försvarade abolitionisten John Brown. Thoreaus filosofi om fredligt motstånd influerade politiska tankar och handlingar hos bland andra Lev Tolstoj, Mahatma Gandhi och Martin Luther King.
Thoreau ses också ofta som en inspiratör för anarkister. Även om Civil olydnad uttrycker önskemål om en reformering snarare än ett avskaffande av statsmakten — “I ask for, not at once no government, but 'at once' a better government” — så påminner hans reformförslag om anarkism: “‘That government is best which governs not at all;’ and when men are prepared for it, that will be the kind of government which they will have.”

## Biografi

### Unga år och utbildning

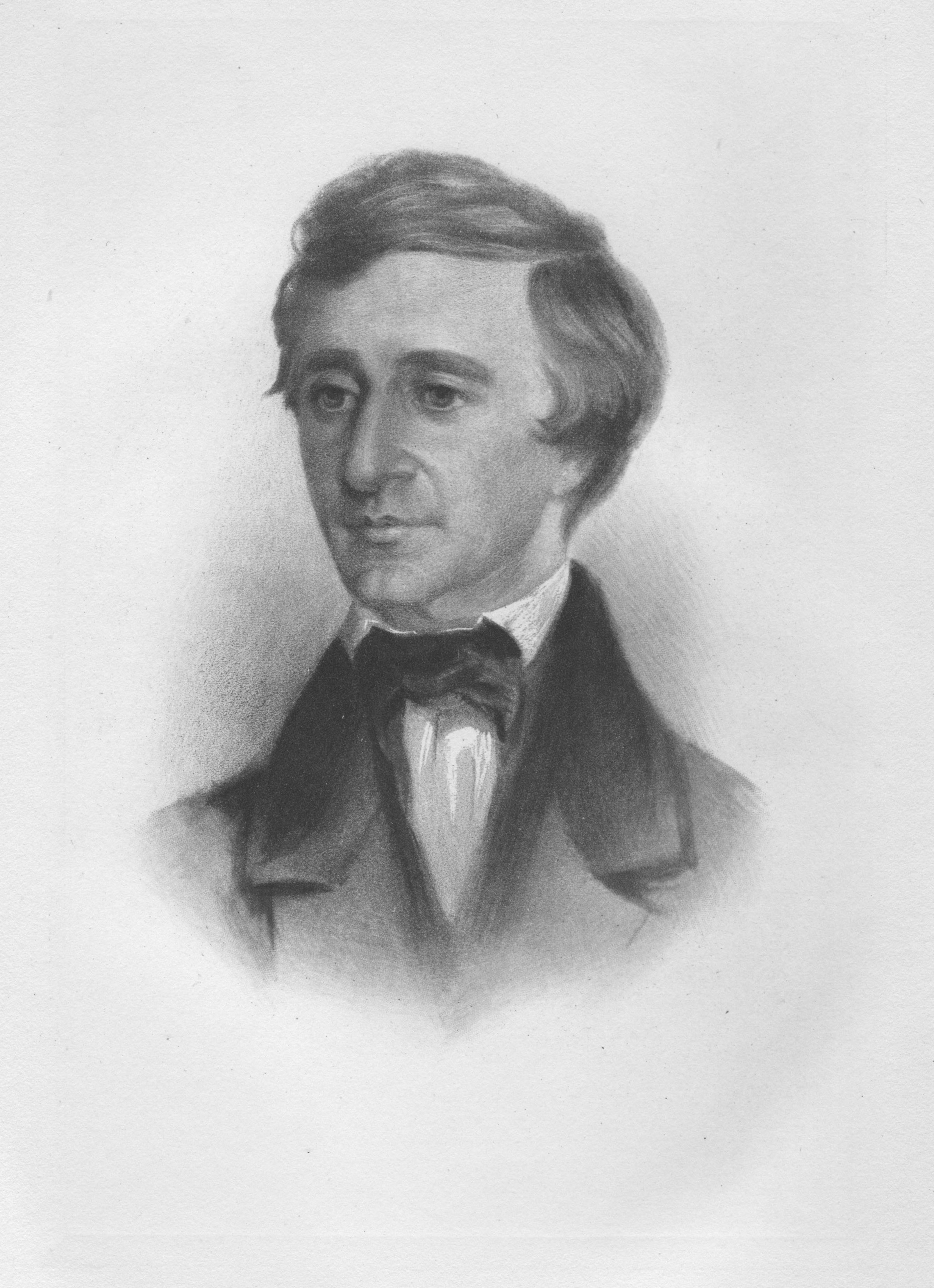
Porträtt av Thoreau från 1854

Henry David Thoreau föddes som David Henry Thoreau i Concord, Massachusetts, i en anspråkslös New England-familj med far John Thoreau (tillverkare av blyertspennor) och mor Cynthia Dunbar. Hans farfar var född på (Engelska kanalen-ön) Jersey. Hans morfar Asa Dunbar ledde 1766 års studentuppror vid Harvard som blivit känt som "Butter Rebellion", den första dokumenterade studentprotesten i kolonierna. David Henry var uppkallad efter en nyligen avliden farbror, David Thoreau. Han blev inte "Henry David" förrän efter college, även om han aldrig ansökte om ett juridiskt namnbyte. Han hade två äldre syskon, Helen och John Jr, och ett yngre, Sophia. Thoreaus födelseplats ligger på Virginia Road i Concord. Huset har nyligen restaurerats av den ideella organisationen Thoreau Farm Trust och är öppet för allmänheten.
Han studerade vid Harvard mellan 1833 och 1837. Han bodde i Hollis Hall och studerade ämnena retorik, klassiker, filosofi, matematik och naturvetenskap. En historia förtäljer att Thoreau vägrade att betala avgiften på fem dollar för en Harvardexamen. I själva verket hade den magisterexamen han avböjde att köpa inte något akademiskt värde: Harvard College erbjöd den till alla akademiker "som bevisade sitt fysiska värde genom att hålla sig vid liv tre år efter examen och genom sparande, inkomst eller arv ha fem dollar att ge högskolan."  Hans kommentar var: "Låt varje får få behålla sitt eget skinn", en 
hänvisning till traditionen att examensbevis skrivs på pergament av fårskinn.

### Återkomst till Concord: 1836–1842
De traditionella yrken öppna för nyexaminerade akademiker – juridik, inom kyrkan, företagsekonomi, medicin – intresserade inte Thoreau, så år 1835 tog han tjänstledigt från Harvard för att undervisa i skolan i Canton, Massachusetts. Efter examen år 1837 började han arbeta på fakulteten vid Concords offentliga skola, men avgick efter några veckor för att slippa dela ut fysisk bestraffning. Han och hans bror Johannes öppnade en gymnasieskola i Concord 1838 vid namn Concord Academy. De introducerade flera progressiva koncept, bland annat naturvandringar och besök på lokala butiker och företag. Skolan lades ner efter att John blivit dödligt sjuk av stelkramp år 1842 vilket han fick efter att ha skurit sig under rakningen. Han dog i sin bror Henrys armar.
I Concord hade Thoreau träffat Ralph Waldo Emerson via en gemensam vän. Emerson visade ett faderligt och ibland nedlåtande intresse för Thoreau, gav den unge mannen råd och introducerade honom till en krets lokala författare och tänkare, däribland William Ellery Channing, Margaret Fuller, Bronson Alcott, Nathaniel Hawthorne och hans son Julian Hawthorne.
Emerson manade Thoreau att bidra med essäer och dikter till en kvartalsskrift, The Dial, och Emerson lobbade redaktören Margaret Fuller att publicera dessa skrifter. Thoreaus första essä som publicerades var "Aulus Persius Flaccus", en essä om pjäsen med samma namn, publicerad i The Dial i juli 1840. Den bestod av reviderade passager från hans dagbok, vilket han hade börjat skriva på förslag av Emerson. Den första dagboksanteckning den 22 oktober 1837 lyder, " 'Vad gör du nu?' frågade han. 'Vill du skriva dagbok?' Så jag gör min första anteckning i dag."
Som filosof var Thoreaus främsta intresse naturen och dess relation till det mänskliga tillståndet. Under sina tidiga år följde han transcendentalism, en lös och eklektisk idealistisk filosofi som förespråkades av Emerson, Fuller, och Alcott. De ansåg att det ideala andliga tillståndet överskrider det fysiska och empiriska, och att det uppnås via personlig intuition snarare än via en religiös doktrin. Enligt deras uppfattning är naturen det yttre tecknet på inre ande. Naturen uttrycker "radical correspondence of visible things and human thoughts" som Emerson skrev i Nature (1836).

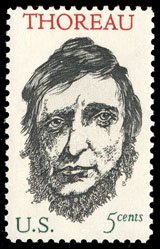
Frimärke från 1967 i USA för att hedra Thoreau

Den 18 april 1841 flyttade Thoreau in i Emersonhuset. Där var han 1841–1844 barnens lärare, redaktionell assistent, och reparatör / trädgårdsmästare. Under några månader 1843 flyttade han hem till William Emerson på Staten Island och undervisade familjens söner samtidigt som han sökte kontakt med litterära män och journalister i staden vilka kunde hjälpa honom att publicera hans skrifter .
Thoreau återvände till Concord där han arbetade i familjens pennfabrik, något han fortsatte att göra större delen av sitt vuxna liv. Han återupptäckte processen att göra en bra penna av sämre grafit med lera som bindemedel. (Processen att blanda grafit och lera, den så kallade Contéprocessen, patenterades av Nicolas-Jacques Conté år 1795). Senare konverterade Thoreau fabriken till att producera Plumbago (grafit), som användes till bläcksättningsmaskiner.
I Concord gick Thoreau igenom en rastlös period. I april 1844 satte han och hans vän Edward Hoar av misstag eld på en del av Walden Woods, och 1,2 kvadratkilometer brann ner. Han talade under denna tid ofta om att hitta en gård att köpa eller hyra, vilket han ansåg skulle ge honom ett sätt att försörja sig och samtidigt ge honom tillräckligt med ensamhet att skriva sin första bok.

### Civil olydnad och Waldenåren: 1845–1849
I went to the woods because I wished to live deliberately, to front only the essential facts of life, and see if I could not learn what it had to teach, and not, when I came to die, discover that I had not lived. I did not wish to live what was not life, living is so dear; nor did I wish to practise resignation, unless it was quite necessary. I wanted to live deep and suck out all the marrow of life, to live so sturdily and Spartan-like as to put to rout all that was not life, to cut a broad swath and shave close, to drive life into a corner, and reduce it to its lowest terms, and, if it proved to be mean, why then to get the whole and genuine meanness of it, and publish its meanness to the world; or if it were sublime, to know it by experience, and be able to give a true account of it in my next excursion.– Henry David Thoreau, Walden, "Where I Lived, and What I Lived For"

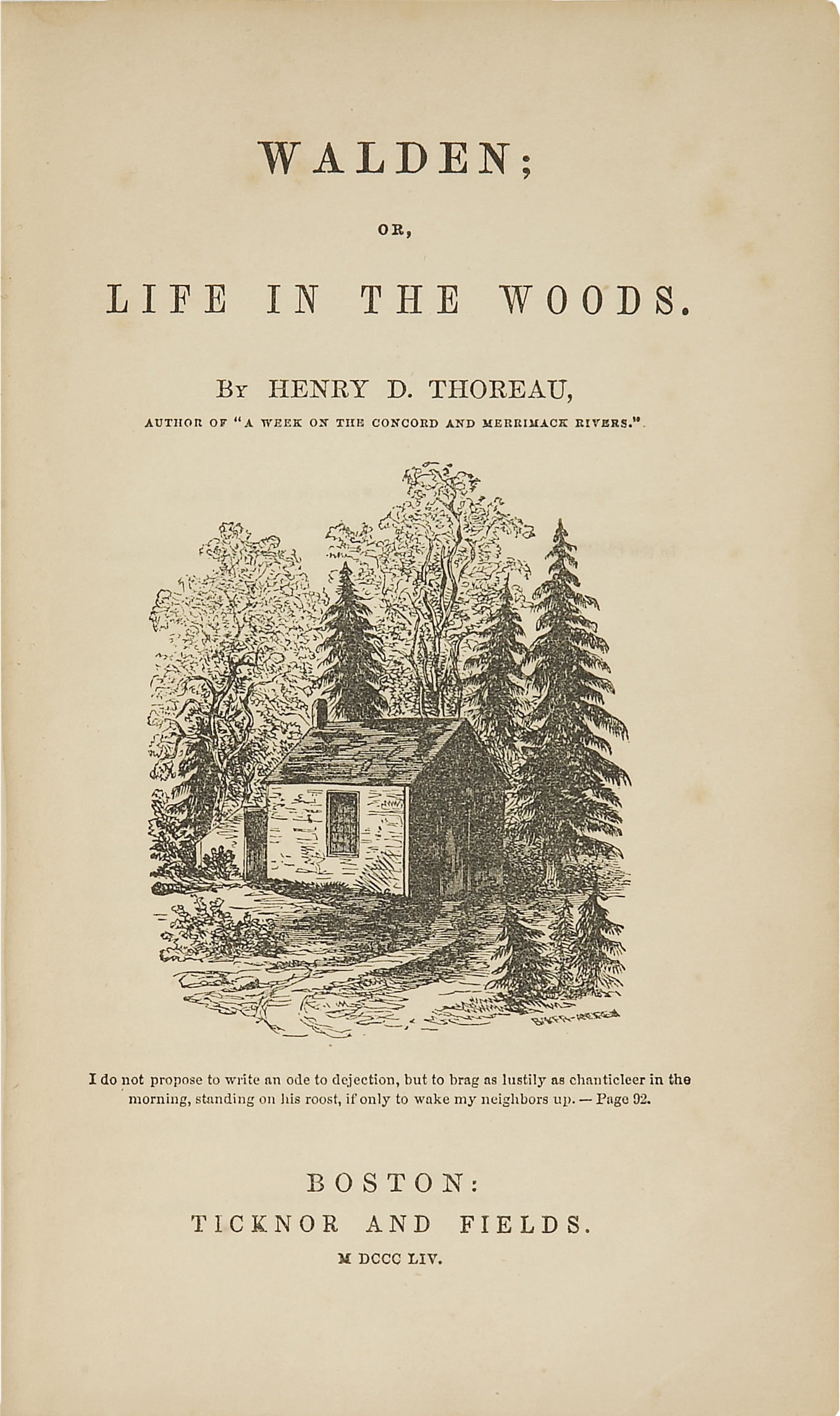
Original titelsida från Walden vilken visar en bild ritad av Thoreaus syster Sophia

Thoreau behövde koncentrera sig och arbeta mer på sitt skrivande. I mars 1845 sade Ellery Channing till Thoreau, "Go out upon that, build yourself a hut, & there begin the grand process of devouring yourself alive. I see no other alternative, no other hope for you."  Två månader senare inledde Thoreau ett tvåårigt försök med att leva under enkla förhållanden. Den 4 juli 1845 flyttade han till ett egenhändigt byggt litet hus på mark som ägdes av Emerson i skogen runt Walden Pond. Huset var beläget i "a pretty pasture and woodlot".
Den 24 eller 25 juli 1846, sprang Thoreau på den lokale skatteindrivaren, Sam Staples, som bad honom att betala sex års försummad fastighetsskatt. Thoreau vägrade, på grund av sitt motstånd mot det mexikansk-amerikanska kriget och slaveriet, och han tillbringade en natt i fängelse på grund av denna vägran. (Nästa dag befriades Thoreau när någon, troligen hans moster, betalat skatten mot hans vilja.) Erfarenheten hade en stark påverkan på Thoreau. I januari och februari 1848 höll han föredrag om "rättigheter och skyldigheter hos individen i förhållande till regeringen" där han förklarar sitt skattemotstånd. Bronson Alcott deltog i en föreläsning och skrev i sin dagbok den 26 januari:
Heard Thoreau's lecture before the Lyceum on the relation of the individual to the State– an admirable statement of the rights of the individual to self-government, and an attentive audience. His allusions to the Mexican War, to Mr. Hoar's expulsion from Carolina, his own imprisonment in Concord Jail for refusal to pay his tax, Mr. Hoar's payment of mine when taken to prison for a similar refusal, were all pertinent, well considered, and reasoned. I took great pleasure in this deed of Thoreau's.–Bronson Alcott, Journals (1938)
Thoreau reviderade föreläsningen i en essä med titeln Motstånd mot civila regeringen (även känd som Civil olydnad). I maj 1849 publicerades den av Elizabeth Peabody i Aesthetic Papers. Thoreau hade tagit upp en version av Percy Shelleys princip i den politiska dikten The Mask of Anarchy (1819), som Shelley börjar med starka bilder av de orättvisa former av auktoritet under hans tid för att sedan måla upp rörelserna av en radikalt ny form av sociala åtgärder.
Vid Walden Pond avslutade han ett första utkast av A Week on the Concord and Merrimack Rivers, en elegi till sin bror John. Boken beskriver deras resa 1839 till Vita bergen. Thoreau kunde inte hitta en förläggare till boken och tryckte istället 1000 exemplar på egen bekostnad, men färre än 300 såldes. Thoreau självpublicerade på inrådan av Emerson, med Emersons egen utgivare, Munroe, som gjorde lite för att marknadsföra boken.
I augusti 1846, lämnade Thoreau kort Walden för att göra en resa till Mount Katahdin i Maine, en resa senare nedskriven i den första delen av The Maine Woods.
Thoreau lämnade Walden Pond 6 september 1847. På Emersons begäran flyttade han genast tillbaka till Emersonhuset för att hjälpa Lidia sköta hushållet medan hennes man var på en längre resa till Europa. Under flera år arbetade han för att betala av sina skulder och reviderade fortlöpande sitt manuskript för vad som 1854 publicerades som Walden, där han återberättar de två år, två månader och två dagar han tillbringat vid Walden Pond. Boken berättar dock om detta under ett kalenderår, med de fyra säsongerna som symboliserar människans utveckling. Boken är både en memoar och ett andligt sökande som först vann få beundrare. Senare har dock kritiker bedömt boken att vara ett klassiskt amerikanskt verk som utforskar naturlig enkelhet, harmoni och skönhet som modeller för rättvisa sociala och kulturella förhållanden.
Den amerikanska poeten Robert Frost skrev om Thoreau, "In one book ... he surpasses everything we have had in America."
John Updike skrev år 2004,
A century and a half after its publication, Walden has become such a totem of the back-to-nature, preservationist, anti-business, civil-disobedience mindset, and Thoreau so vivid a protester, so perfect a crank and hermit saint, that the book risks being as revered and unread as the Bible.
Thoreau flyttade ut ur Emersons hus i juli 1848 och bosatte sig på Belknap Street i närheten. År 1850 flyttade han och hans familj till ett hem på 255 Main Street, där han bodde fram till sin död.

### Senare år: 1851–1862

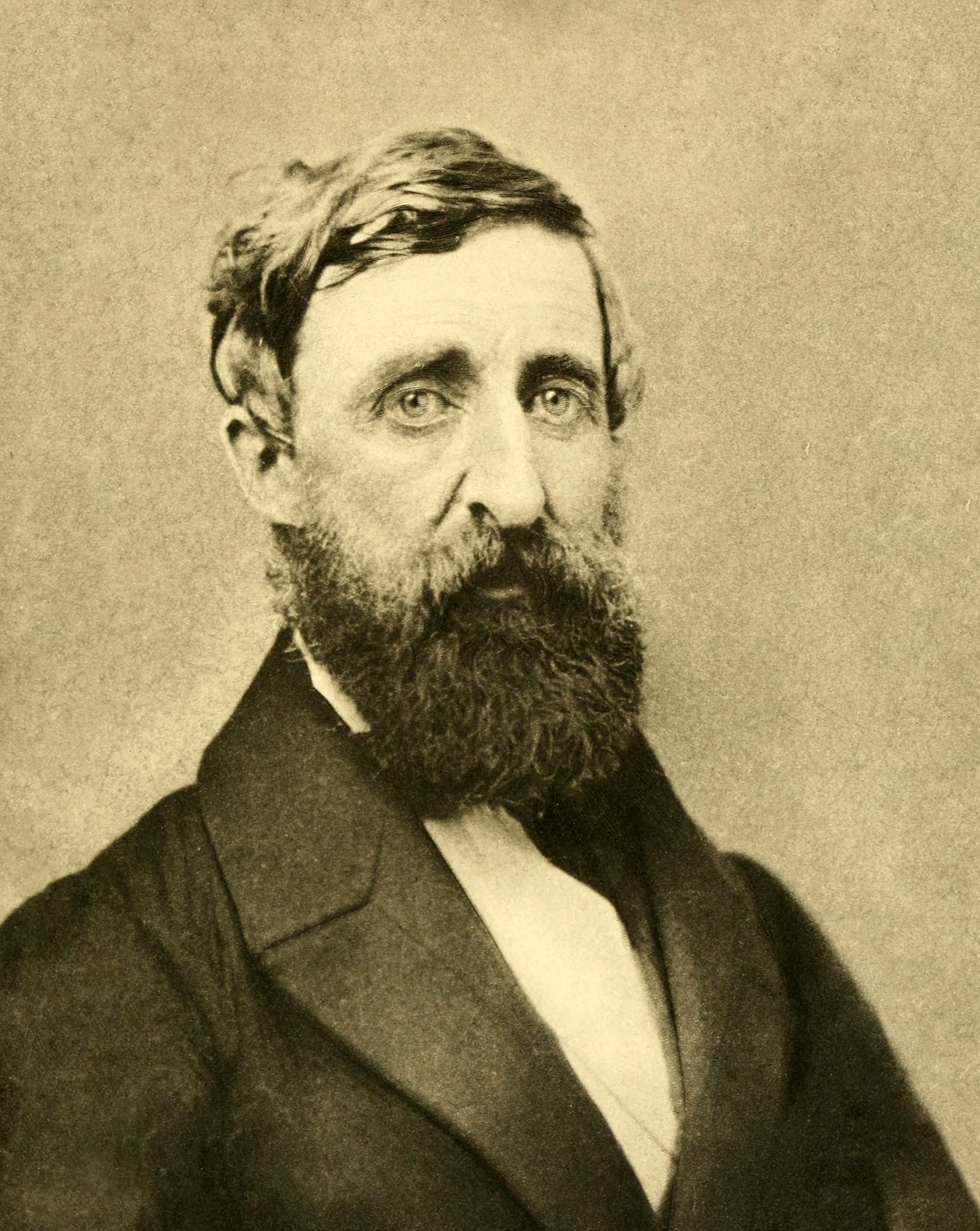
Henry David Thoreau, taget i augusti 1861 vid hans andra och sista fotografiska sittning.

År 1851 växte Thoreaus fascination över naturhistoria och reseskildringar. Han läste mycket om botanik och skrev ofta kommentarer om detta läsande i sin dagbok. Han beundrade William Bartram, och Charles Darwins Voyage of the Beagle. Han skrev detaljerade observationer av Concords natur, och beskrev alltifrån hur frukten mognar över tid till den växlande nivån på Walden Pond och dagarna när olika fåglar migrerade. Poängen med denna uppgift var att förutse årstiderna i naturen.
Han blev lantmätare och fortsatte att skriva allt mer detaljerade naturhistoriska observationer om sin stad i sin dagbok, ett dokument med två miljoner ord som han förde i 24 år. Den svenske författaren Peter Handberg, som fö. nyöversatt Walden - menar att dagböckernas ca 7000 sidor utgör hans egentliga storverk. De låg vid hans död i åratal opublicerade i en träkista förvarat hos hans syster Sophia. ”Miljoner ord, bilder och tankar av yttersta briljans samlade damm”. Ett brett urval utkom först 1881, fem år efter systerns död och knappt 20 år efter hans död. Emerson kunde inte slita sig från böckerna när han väl börjat läsa dem och gjorde långa excerpter.
Han hade också en serie med anteckningsböcker, och dessa blev grunden till hans skrifter om natur, såsom Autumnal Tints, The Succession of Trees och Wild Apples. Den sistnämnda uttrycker sorgen över förstörelsen av inhemska vilda äppelsorter.
Fram till 1970-talet avfärdade litterära kritiker Thoreaus senare verk som amatörvetenskap och filosofi. Med uppkomsten av miljöhistoria och ekokritik och flera skrifter inom dessa områden visade sig Thoreau vara både en filosof och en analytiker av ekologiska mönster i fält och skogsområden. Till exempel hans essä The Succession of Forest Trees visar att han använde experiment och analys för att förklara hur skogar föds på nytt efter brand eller mänsklig förstörelse genom spridning av fröbärande vindar eller djur.
Han reste till Quebec en gång, Cape Cod fyra gånger, och Maine tre gånger. Dessa landskap inspirerade hans "utflykts"-böcker, A Yankee in Canada, Cape Cod och The Maine Woods i vilka hans resplaner står som ramverk för hans tankar om geografi, historia och filosofi. Andra resor tog honom sydväst till Philadelphia och New York 1854, och västerut över Great Lakes Region 1861, där han besökte Niagarafallen, Detroit, Chicago, Milwaukee, St Paul och Mackinac Island.. Även om hans egna resor var begränsade i omfattning var han väl beläst och en genom läsning väl berest världsresenär. Han läste ivrigt alla reseberättelser som fanns tillgängliga då, vid en tid då de sista icke-kartbelagda regionerna i världen utforskades. Han läste Magellan och James Cook, den arktiska upptäcktsresande Franklin, Mackenzie och Parry, David Livingstone och Richard Francis Burton om Afrika, Lewis och Clark, och hundratals mindre kända verk av upptäcktsresande och skrivkunniga resenärer. Häpnadsväckande mängder av global läsning stillade hans oändliga nyfikenhet på folk, kulturer, religioner och naturhistoria i världen, och har lämnat sina spår som kommentarer i hans omfångsrika anteckningsböcker. Han bearbetade allt han läste i sitt lokala laboratorium, sin erfarenhet av Concord. Bland hans berömda aforismer är hans råd att "live at home like a traveler".

### Död och eftermäle

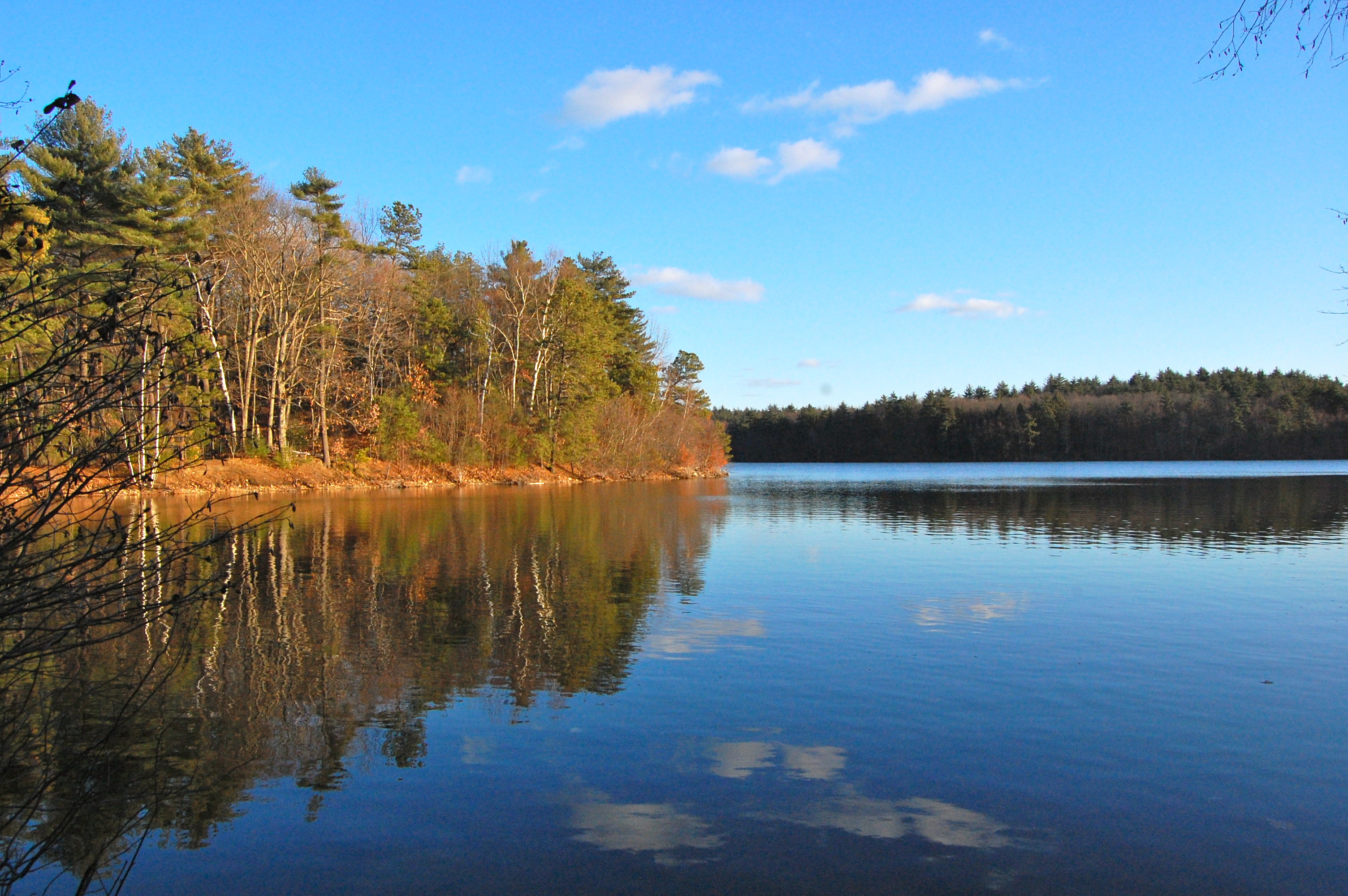
Walden Pond

Thoreau fick tuberkulos 1835 och led sporadiskt av det efteråt. Efter en sen nattlig utflykt 1859 för att räkna ringarna på stubbar under en regnstorm blev han sjuk i bronkit. Hans hälsa försämrades under tre år med korta perioder av återhämtning, tills han slutligen blev sängliggande. När han erkänt slutgiltigheten av sin sjukdom, tillbringade Thoreau sina sista år med att revidera och redigera sina opublicerade verk, särskilt The Maine Woods och Excursions och skrev petitioner till förlag för att publicera reviderade utgåvor av A Week och Walden. Han skrev också brev och dagboksanteckningar tills han blev för svag för att fortsätta. Hans vänner blev förskräckta vid hans försvagade utseende och var fascinerade av hans lugna acceptans av döden. När hans faster Louisa frågade honom i hans sista veckor om han hade gjort sin frid med Gud, svarade Thoreau: "I did not know we had ever quarreled."
Medveten om att han var döende var Thoreaus sista ord "Now comes good sailing", följt av två ensamma ord, "moose" och "Indian".  Han dog den 6 maj 1862 vid 44 års ålder. Bronson Alcott planerade begravningen och läste stycken ur Thoreaus verk. Emerson skrev lovtalet som hölls vid hans begravning. Ursprungligen begravdes han i familjen Dunbar land, men flyttades sedan tillsammans med medlemmar ur sin närmsta familj så småningom till Sleepy Hollow Cemetery (N42 ° 27 '53.7 "W71 ° 20' 33") i Concord, Massachusetts.
Thoreaus vän Ellery Channing publicerade år 1873 sin första biografi, Thoreau the Poet-Naturalist, och Channing och en annan vän Harrison Blake redigerade några dikter, essäer och journalanteckningar för postum publicering på 1890-talet. Thoreaus anteckningar var i stort sett opublicerade vid hans död och publicerades först 1906. Dessa hjälpte till att bygga upp hans moderna rykte. Idag betraktas Thoreau som en av de främsta amerikanska författarna, både för den moderna tydligheten i hans prosastil och förutseendet i hans syn på natur och politik. Hans minne hedras av internationella Thoreau Society.

### Svenska översättningar
- Skogsliv vid Walden / Henry David Thoreau ; översatt samt med inledning av Frans G. Bengtsson. Stockholm: Wahlström & Widstrand. 1924. Libris sc3jrbd8qwxz5gzt. https://gupea.ub.gu.se/2077/84582
- Cape Cod (Cape Cod) (översättning Gustav Sandgren, Tiden, 1960)
- Om civilt motstånd (On civil disobedience) (översättning Reidar Ekner, Arkturus, 1977)
- Civil olydnad (Civil disobedience) (bearbetning & översättning Johan Hammarström, h:ström - Text & kultur, 2001). 2., utvidgade uppl. 2005
- Konsten att vandra (essäer) (översättning Erik Carlquist, h:ström - Text och kultur, 2005)
- Walden (Walden) (översättning Peter Handberg, Natur och kultur, 2006)
- Fågeldagbok: anteckningar om fåglar och natur (ur Journal) (översättning, förord och kommentarer: Lennart Nilsson, Ellerström, 2009)
- Dagboksanteckningar (ur Journal) (översättning, inledning och kommentarer av Lennart Nilsson, Ellerström, 2011)

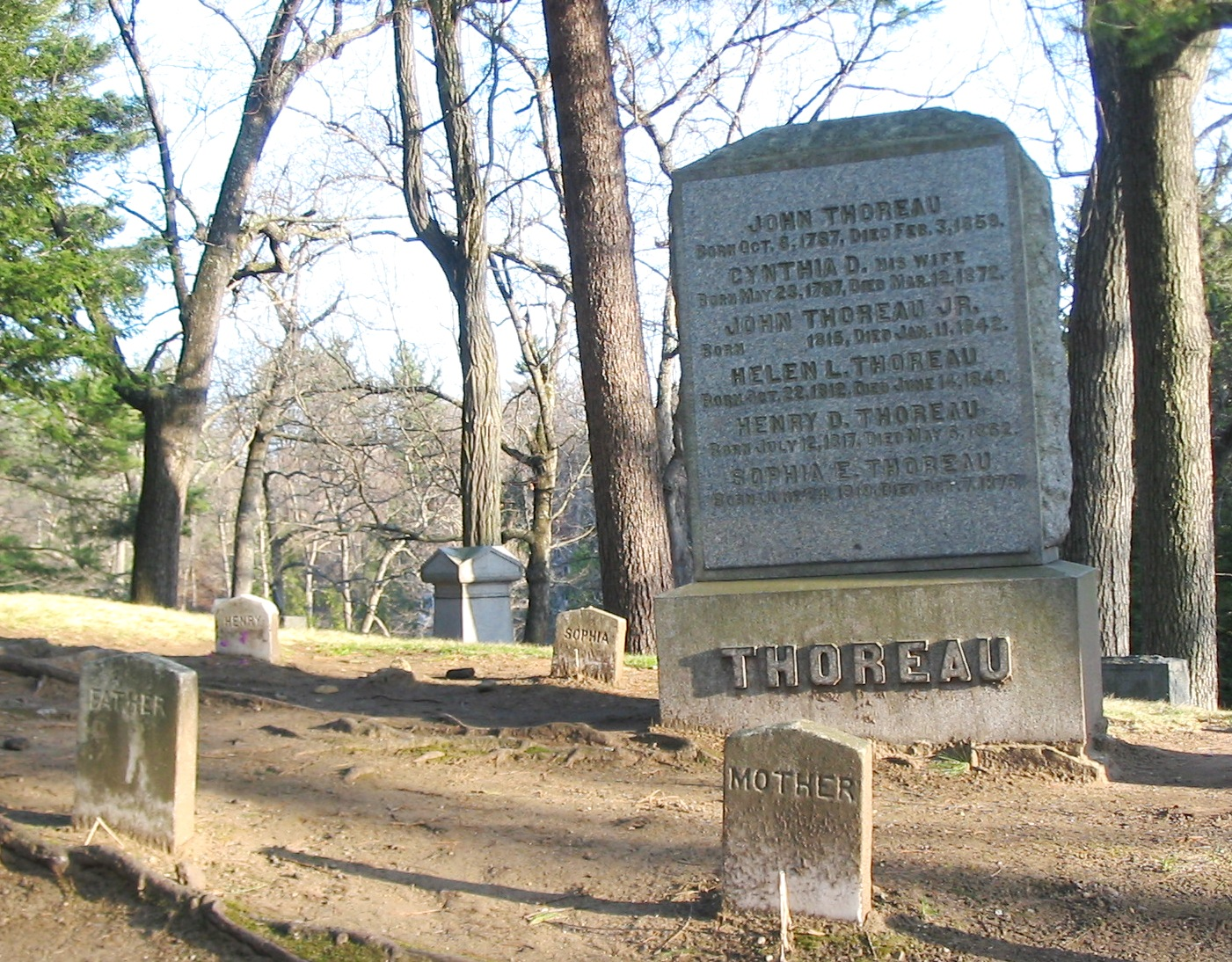
Thoreaus familjegrav vid Sleepy Hollow Cemetery
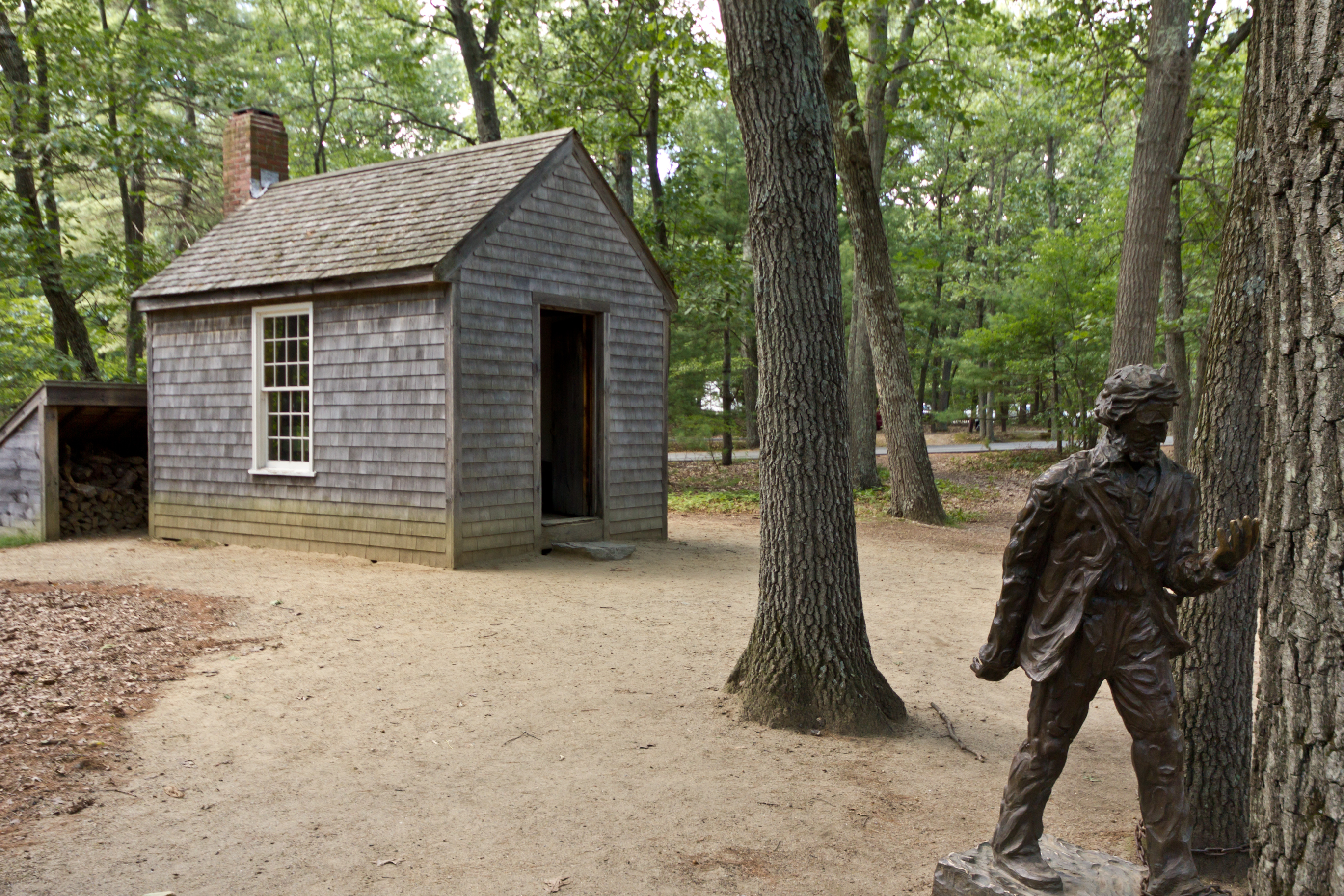
Kopia av Thoreaus stuga
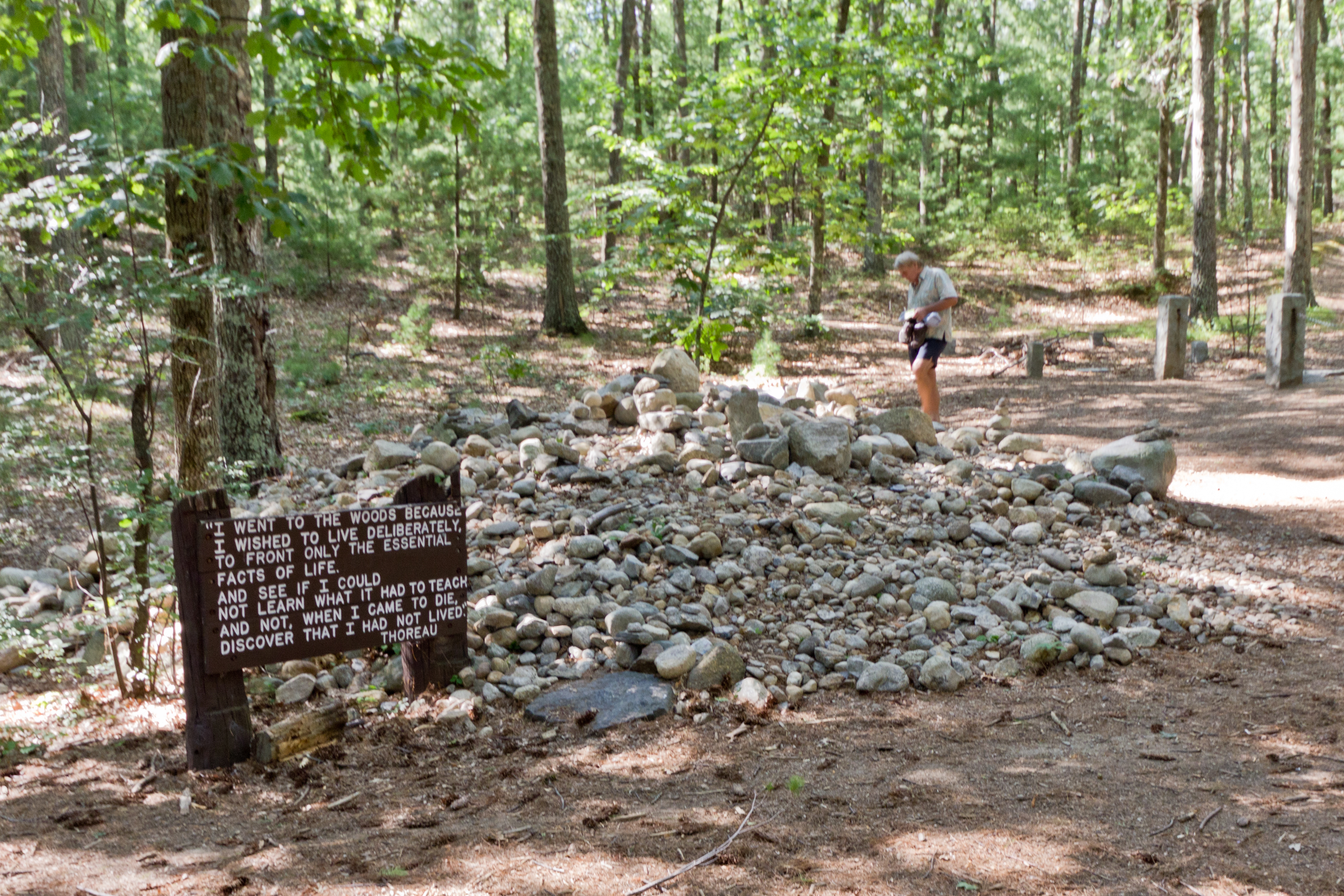
Omgivningarna vid Thoreaus stuga
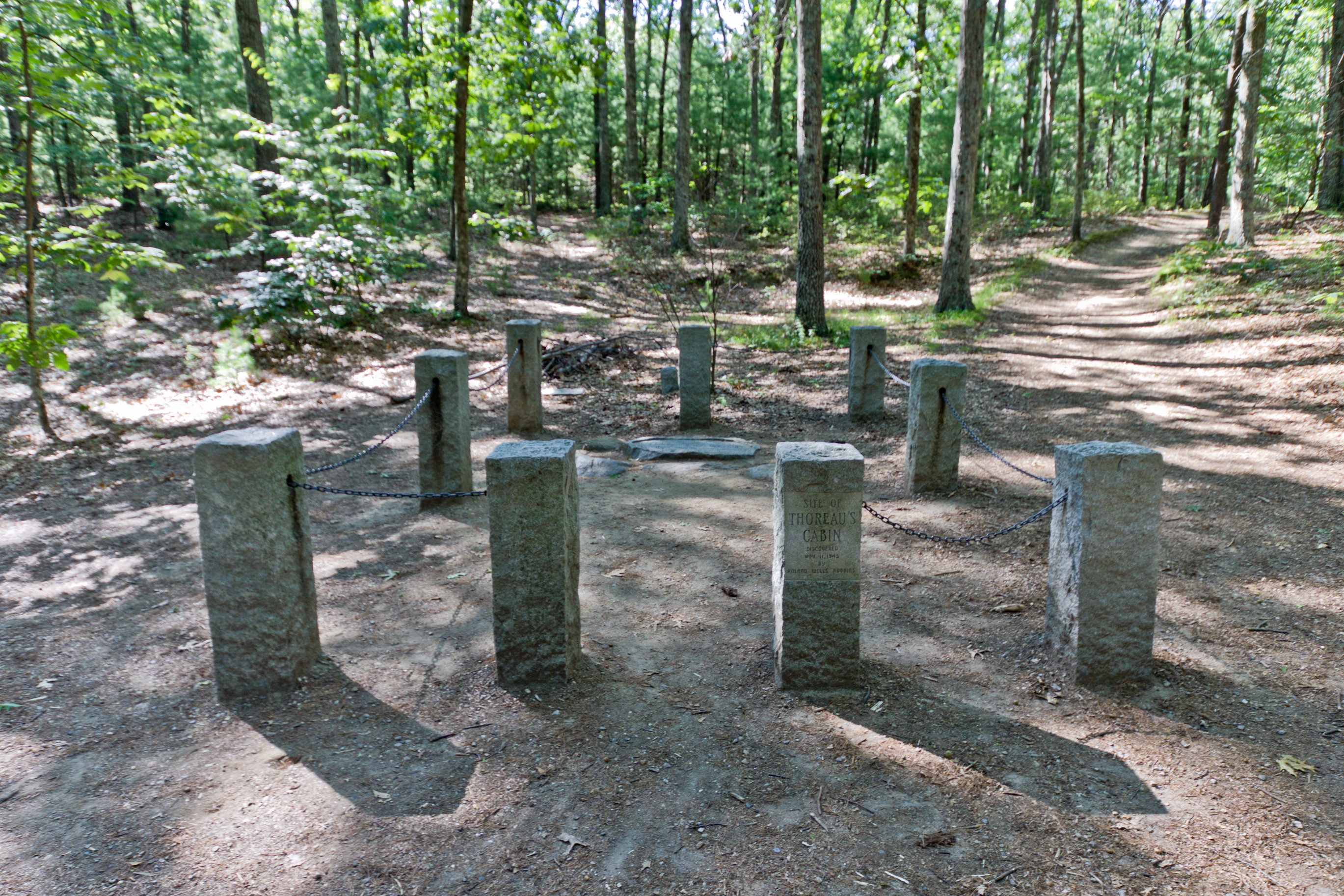
Omgivningarna vid Thoreaus stuga